# Высокая (Бабушкинский район)
Высокая — деревня в Бабушкинском районе Вологодской области.
Входит в состав Рослятинского сельского поселения, с точки зрения административно-территориального деления — в Рослятинский сельсовет.
Расстояние по автодороге до районного центра села имени Бабушкина составляет 82 км, до центра муниципального образования Рослятино — 17 км. Ближайший населённый пункт — Зайчики.
Население по данным переписи 2002 года — 4 человека.